# Џем од кавијара
Џем од кавијара је српска филмска комедија из 2022. године у режији Ивице Видановића.
Премијерно је приказан у оквиру филмског фестивала Обнова у Новом Саду. Биоскопска премијера је одржана 29. октобра 2022. године у Дому синдиката, док је 3. новембра пуштен у биоскопе.

## Радња
Прича почиње случајним сусретом Аце и Сашке, двоје младих који се на први поглед заљубљују. Њиховој љубави на пут може само стати Гвозден — шармантни, заводљиви ласкавац и преварант. Човек који добро скрива свој прави идентитет и користи своје заводничке способности не би ли нешто уграбио више за себе — можда неки динар, можда неку афекцију или интиман однос.
Гвозденова љубавница Љиља и жена Ружа — два света, два сензибилитета, али жене са истим циљем, показују невероватну женску солидарност не би ли раскринкале Гвоздена, који их вероватно вара са трећом, и сазнале да ли њихова деца, Аца и Сашка, имају будућност као пар, или су ипак род. Ту су и Мики, Љиљин вечити удварач, чувар амбасаде, гинеколог и Ацин друг сликар Пеки који деле њихову свакодневницу.

## Улоге
| Глумац             | Улога                   |
| ------------------ | ----------------------- |
| Игор Ђорђевић      | Гвозден                 |
| Зорана Бећић       | Љиља                    |
| Јелица Ковачевић   | Ружа                    |
| Ненад Ј. Поповић   | Аца                     |
| Тамара Шустић      | Сашка                   |
| Данило Петровић    | Мики                    |
| Андрија Кузмановић | гинеколог               |
| Марко Гверо        | чувар амбасаде          |
| Никола Угриновић   | Пеки                    |
| Јована Гвоздановић | Боса                    |
| Бранислав Чубрило  | свештеник               |
| Мина Стојковић     | цвећарка                |
| Јасминка Хоџић     | куварица                |
| Нађа Костић        | власница палачинкарнице |
| Ања Шевић          | Даница                  |
| Страхиња Тодоровић | беба дечак              |
| Кристина Петровић  | беба девојчица          |